# Powrotnik
Powrotnik – zespół oporopowrotnika służący do spowodowania powrotu broni do położenia wyjściowego i utrzymania go w tym położeniu przy różnych kątach podniesienia lufy.
Powrotnik uczestniczy również w hamowaniu odrzutu gromadząc energię, która po zakończeniu odrzutu wykorzystywana jest do przesunięcia zespołu odrzutowego w położenie wyjściowe. Biorąc pod uwagę rodzaj czynnika roboczego gromadzącego energię wyróżnia się powrotniki sprężynowe i pneumatyczne.